# 1972 en Ontario
Chronologie de l'Ontario
- 1968
- 1969
- 1970
- 1971
- 1972
- 1973
- 1974
- 1975
- 1976

Cette page concerne des événements d'actualité qui se sont produits durant l'année 1972 dans la province canadienne de l'Ontario.

## Politique

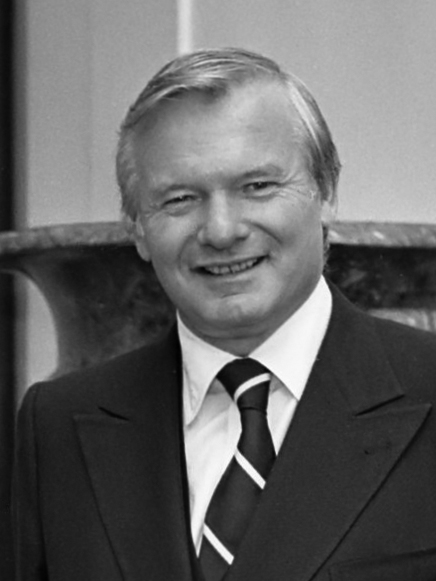
Bill Davis

- Premier ministre :  Bill Davis du parti progressiste-conservateur de l'Ontario
- Chef de l'Opposition :
- Lieutenant-gouverneur :
- Législature :

## Naissances
- Janet Kidder, actrice canadienne née en 1972 à Toronto (Canada)[1],[2] ou à Cranbrook[3] (Colombie-Britannique) selon les sources. Elle est la nièce de Margot Kidder

## Décès
- 2 janvier : James White (en), officier de l'armée (° 7 juillet 1893).
- 6 janvier : Samuel McLaughlin, homme d'affaires et philanthrope (° 8 septembre 1871).
- 31 octobre : Bill Durnan, joueur de hockey sur glace (° 22 janvier 1916).
- 27 décembre : Lester B. Pearson, 14e premier ministre du Canada (° 28 avril 1897).